# Jim Brown (labdarúgó)
James "Jim" Brown (Kilmarnock, 1908. december 31. – Berkeley Heights, 1994. november 9.) skót születésű amerikai válogatott labdarúgó.

## Pályafutása
Pályafutása során Skóciában, Angliában és az Egyesült Államokban fordult meg. Az amerikai labdarúgó-válogatott tagjaként rész vett az 1930-as labdarúgó-világbajnokságon, ahol bronzérmesként fejezték be az Uruguayban megrendezett világbajnokságot.

## Sikerei, díjai
USA
- Világbajnoki bronzérmes (1): 1930

## Válogatott góljai
|   | Időpont          | Helyszín                                | Ellenfél  | Gólok | Eredmény | Kiírás                           |
| - | ---------------- | --------------------------------------- | --------- | ----- | -------- | -------------------------------- |
| 1 | 1930. július 26. | Estadio Centenario, Montevideo, Uruguay | Argentína | 1–6   | 1–6      | 1930-as labdarúgó-világbajnokság |